# Plays Jerome Kern and No More
Lucky Thompson Plays Jerome Kern and No More – album muzyczny amerykańskiego saksofonisty jazzowego Lucky’ego Thompsona nagrany 8 marca1963. LP wydany przez wytwórnię Moodsville. 

## Muzycy
- Lucky Thompson – saksofon tenorowy, saksofon sopranowy
- Hank Jones – fortepian
- Wendell Marshall – kontrabas
- Dave Bailey – perkusja

## Lista utworów
Strona A
| 1. | "They Didn't Believe Me" (Jerome Kern, Herbert Reynolds)        |  |
|    |                                                                 |  |
| 2. | "Long Ago (And Far Away)" (Ira Gershwin, Jerome Kern)           |  |
|    |                                                                 |  |
| 3. | "Who?" (Otto Harbach, Oscar Hammerstein II, Jerome Kern)        |  |
|    |                                                                 |  |
| 4. | "Why Do I Love You?" (Oscar Hammerstein II, Jerome Kern)        |  |
|    |                                                                 |  |
| 5. | "Lovely to Look At" (Dorothy Fields, Jerome Kern, Jimmy McHugh) |  |
|    |                                                                 |  |
Strona B
| 6. | "Dearly Beloved" (Jerome Kern, Johnny Mercer)             |  |
|    |                                                           |  |
| 7. | "Look for the Silver Lining" (Buddy DeSylva, Jerome Kern) |  |
|    |                                                           |  |
| 8. | "Why Was I Born?" (Oscar Hammerstein II, Jerome Kern)     |  |
|    |                                                           |  |
| 9. | "No More" (Lucky Thompson)                                |  |
|    |                                                           |  |